# Хангерфорд, Уолтер (рыцарь)
Уолтер Хангерфорд (англ. Walter Hungerford; примерно 1407 — 18 февраля 1432/33 или позже) — английский аристократ, старший сын и наследник Уолтера Хангерфорда, 1-го барона Хангерфорда, и его жены Кэтрин Певерел. Участвовал в войне на континенте: в 1415 году сражался при Азенкуре, в 1425 году попал в плен к французам и был выкуплен отцом за три тысячи марок. По одним данным, умер в 1432 или 1433 году, по другим — ещё был жив в 1435 году, когда принял участие в очередном французском походе под началом Джона Ланкастерского, герцога Бедфорда. В любом случае умер при жизни отца, не оставив детей, так что 2-м бароном Хангерфордом стал его младший брат Роберт.